# Liste der Kulturdenkmale in Geltorf
In der Liste der Kulturdenkmale in Geltorf sind alle Kulturdenkmale der schleswig-holsteinischen Gemeinde Geltorf (Kreis Schleswig-Flensburg) aufgelistet (Stand: 10. März 2025).

## Legende
In den Spalten befinden sich folgende Informationen:
- Objekt-ID: die Nummer des Kulturdenkmales
- Lage: die Adresse des Kulturdenkmales und die geographischen Koordinaten. Kartenansicht, um Koordinaten zu setzen. In der Kartenansicht sind Kulturdenkmale ohne Koordinaten mit einem roten Marker dargestellt und können in der Karte gesetzt werden. Kulturdenkmale ohne Bild sind mit einem blauen Marker gekennzeichnet, Kulturdenkmale mit Bild mit einem grünen Marker.
- Offizielle Bezeichnung: Bezeichnung des Kulturdenkmales
- Beschreibung: die Beschreibung des Kulturdenkmales
- Bild: ein Bild des Kulturdenkmales

## Bauliche Anlagen
| Objekt-ID | Lage                                        | Offizielle Bezeichnung       | Beschreibung | Bild |
| --------- | ------------------------------------------- | ---------------------------- | --- | ---- |
| 7581      | Dorfstraße 19 (54° 27′ 46″ N, 9° 36′ 38″ O) | Wohn- und Wirtschaftsgebäude | Wohn- und Wirtschaftsgebäude; um 1860; eingeschossiger Gelbsteinbau auf Granitquadersockel mit Halbwalmdach, Wohnteil mit Fachwerkgiebel und ornamental akzentuiertem Eingang; nach Norden spätere Stallerweiterungen - Begründung: geschichtlich, Kulturlandschaft prägend - Schutzumfang: gesamtes Objekt - Denkmaltyp: Bauliche Anlage | BW   |

## Quelle
- Liste der Kulturdenkmale in Schleswig-Holstein – Kreis Schleswig-Flensburg

- Karte mit allen Koordinaten:
- OSM |
- WikiMap